# Blondel de Nesle
Blondel de Nesle (Bondiaux de Nesles), var en berömd trouvère i slutet av 1100-talet.
Till Blondels namn knyts en saga, som kunnats spåra ända tillbaka till 1250-talet, att han genom sin sång lyckats uppspåra och befria den fångne Rickard Lejonhjärta.